# Бугаевские
Бугаевские, Богаевские (пол. Bugajewski, Bógajewski, укр. Бугаєвські, Богаєвські) — дворянские роды, происходящие из Гетманщины.
1) потомство Степана Бугая, казака с. Локотков, Глуховского у. (1676)
2) потомство Василия Аникиевича Бугаевского, полкового хорунжего Корсунского полка (1670).
Этот род пользовался следующим гербом: Щит: в голубом поле золотое всевидящее око, под ним лежащий бык (бугай), сопровождаемый над головою звездою и обременяющий шпагу и хоруговь в андреевский крест. Нашлемник: три страусовых пера.

## Описание герба
В красном поле две серебряные булавы и между ними стрела в звезду. Нашлемник: три страусовых пера.